# Леньков (Черниговская область)
Леньков (укр. Леньків) — село в Новгород-Северском районе Черниговской области Украины. Население — 300 человек. Занимает площадь 0,94 км². Расположено на реке Рома.
Почтовый индекс: 16032. Телефонный код: +380 4658.

## Известные жители
- Лобысевич, Панас Кириллович (ок. 1732—1805) — украинский писатель и переводчик XVIII век.

```
Горбач Мария Степановна (1921-2010гг) кандидат психологических наук, доцент.
```

## Власть
Орган местного самоуправления — Мамекинский сельский совет. Почтовый адрес: 16032, Черниговская обл., Новгород-Северский р-н, с. Мамекино, ул. Центральная, 102.